# Musaranya de Temboan
La musaranya de Temboan (Crocidura lea) és una espècie de musaranya endèmica d'Indonèsia.